# Aphanizocnemus
Aphanizocnemus es un género extinto de lagarto varanoide del Líbano. Era un reptil marino que vivió durante el Cretácico Superior. Ha sido frecuentemente clasificado en la familia Dolichosauridae siendo así un pariente cercano de las serpientes, aunque algunos estudios lo han situado como un pariente incluso más cercano a las serpientes que a los dolicosáuridos. Solo se conoce una especie de Aphanizocnemus, la especie tipo A. libanensis. A. libanensis fue nombrado en 1997 basándose en un único esqueleto completo.

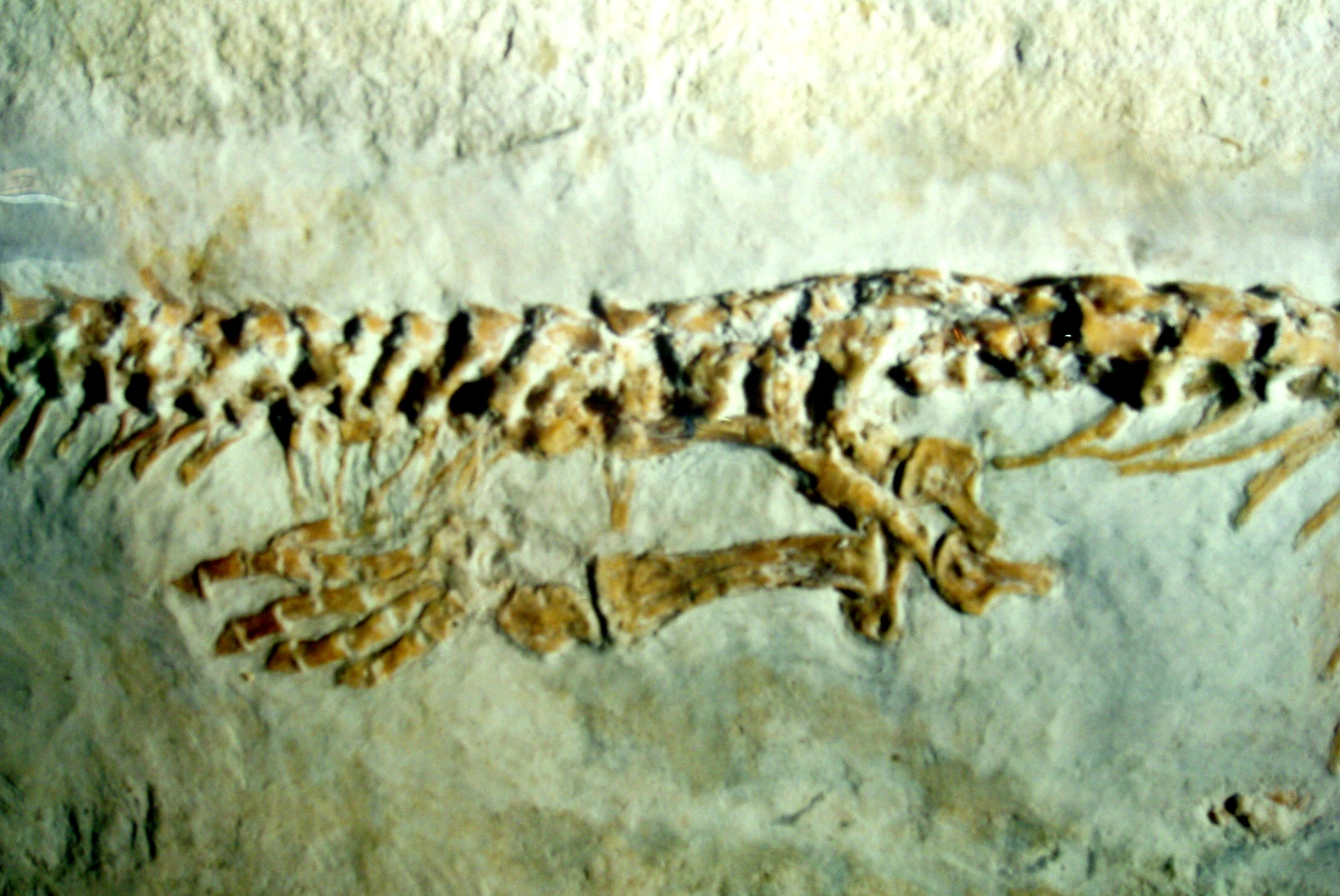
Miembro posterior de Aphanizocnemus libanensis

Aphanizocnemus medía cerca de 30 centímetros de largo, y la cola constituía más de la mitad de esa longitud. Las manos y pies eran muy grandes comparados con los huesos de las extremidades. La forma aplanada de las falanges, o huesos de los dedos, sugieren que las extremidades de Aphanizocnemus formaban aletas. Largas proyecciones óseas en la cola denominadas cheurones le daban a la cola una forma de aleta aplanada. Aphanizocnemus estaba bien adaptado para un estilo de vida acuático, y probablemente pasaba la mayor parte de su tiempo nadando en el fondo de las lagunas poco profundas.